# Pilocrocis sixolalis
Pilocrocis sixolalis là một loài bướm đêm trong họ Crambidae.